# Кокрейн, Уильям, 1-й граф Дандональд
Уильям Кокрейн, 1-й граф Дандональд (англ. William Cochrane, 1st Earl of Dundonald; 1605 — ноябрь 1685) — шотландский дворянин, поддерживал роялистов во время Войны трёх королевств.

## Ранняя жизнь
Родился в 1605 году. Старший выживший сын Александра Кокрейна (урожденного Блэра) (? — ок. 1641) и Элизабет Кокрейн, третьей дочери Уильяма Кокрейна и Элизабет Монтгомери.

## Карьера
Уильям Кокрейн, посвященный в рыцари королем Карлом I Стюартом, приобрел поместье Дандональд в 1638 году. 26 декабря 1647 года он был создан в качестве барона Кокрейна из Дандональда . О его участии в войнах Трех Королевств свидетельствуют протоколы пресвитерии Эйра, которая 28 февраля 1649 года отстранила «лорда Кокрейна» от возобновления Торжественной лиги и Ковенанта, поскольку он «был полковником в последнем незаконном мятеже и отправился в Ирландию, чтобы привести войска» и т. д.
В 1654 году Уильям Кокрейн был оштрафован на 5000 фунтов стерлингов Актом Кромвеля о помиловании и благодати. 12 мая 1669 года он был назначен комиссаром казначейства и получил титул барона Кокрейна из Пейсли и Охилтри (предварительно приобретя последнее баронство) и графа Дандональда. Уильям Кокрейн был активным масоном.
В 1684 году графа обвинили в том, что он, будучи уже в преклонном возрасте, держал при своем умирающем сыне капеллана, который молился за успех этих мятежников на западе — тех ковенантеров, которые победили Джона Грэма из Клаверхауса в битве при Драмклоге в 1679 году.

## Личная жизнь
В 1633 году Уильям Кокрейн женился на Юфеме Скотт (? — 1687), дочери сэра Уильяма Скотта из Ардросса и Эли, и достопочтенной Хелен Линдси (сестры Джона Линдси, 17-го графа Кроуфорда, 1-го графа Линдси). У супругов были следующие дети:
- Уильям Кокрейн, лорд Кокрейн (? — 25 апреля 1679), в 1653 году он женился на леди Кэтрин Кеннеди, дочери Джона Кеннеди, 6-го графа Кассилиса[4].
- Достопочтенный сэр Джон Кокрейн из Охилтри (? — 23 июня 1707), в 1656 году он женился на Кэтрин Стрикленд, дочери сэра Уильяма Стрикленда, 1-го баронета[4].
- Достопочтенный Джеймс Кокрейн (? — 13 февраля 1694)[4]
- Леди Гризель Кокрейн (? — январь 1665), в 1653 году она вышла замуж за Джорджа Росса, 11-го лорда Росса[1].

Лорд Дандональд скончался в 1685 году и был похоронен в церкви Дандональда. Все графы со 2-го по 7-й были потомками его первого сына, в то время как 8-й граф был потомком его второго сына, Джона.